# The Good Fight
The Good Fight és una sèrie de televisió estatunidenca de temàtica jurídica, produïda per la cadena CBS i estrenada en el servei de vídeo sota demanda de la mateixa cadena; posteriorment Paramount+.
Aquesta sèrie és la seqüela de The Good Wife, que es va mantenir en pantalla entre el 2009 i el 2016, amb força èxit i totes dues estan escrites i dirigides per Michelle King i Robert King.
La primera temporada es va estrenar el febrer de 2017 i fou protagonitzada per Christine Baranski en el paper de l'advocada Diane Lockhart que ja l'interpretava a The Good Wife, ara, un any després, es veu obligada a abandonar el bufet Lockhart, Decker, Gussman, Lee, Lyman, Gilbert-Lurie, Kagan, Tannebaum, & Associates després d'un escàndol financer que destrueix la reputació de la seva fillola Maia (Rose Leslie) i la deixa arruïnada. Es replanteja el seu futur i s'incorpora al despatx en què treballa Luca Quinn (Cush Jumbo).
La sèrie va tenir 6 temporades i un total de 60 episodis entre el 2017 i el 2022.

## Personatges principals
- Christine Baranski com a Diane Lockhart, perd els seus estalvis després d'una enorme estafa financera i s'uneix a Reddick, Boseman & Kolstad, un dels despatxos d'advocats més importants de Chicago. A la 2a temporada, Diane es converteix en sòcia de Reddick, Boseman & Lockhart, rebatejats. L'empresa després es converteix en Reddick Lockhart.
- Rose Leslie com a Maia Rindell (temporades 1-3), la fillola de Diane, que s'uneix a RB&L com a associada just després d'aprovar l'examen d'advocat.
- Erica Tazel com Barbara Kolstad (temporada 1; convidada 2), una de les companyes de RB&K que deixa l'empresa al començament de la segona temporada.
- Cush Jumbo com a Lucca Quinn[a] (temporades 1–4; convidada 5), una sòcia que treballa amb Diane i Maia a RB&L. Va ser nomenada cap de la llei de divorcis a RB&L a la temporada 3.
- Delroy Lindo com Adrian Boseman (temporades 1-4; convidat 5), un advocat que ofereix a Diane una feina al seu despatx després dels seus problemes financers, i un soci de RB&L.
- Sarah Steele com a Marissa Gold, assistent de Diane Lockhart i més tard investigadora a RBL.
- Justin Bartha com a Colin Morrello (temporades 1-2), un advocat d'èxit a l'oficina de l'advocat dels EUA que més tard es convertirà en el pare del fill de Lucca i congressista per al primer districte d'Illinois.
- Nyambi Nyambi com a Jay DiPersia (temporades 2–6; recurrent 1), l'investigador principal eficaç de RB&L. Les seves trames inclouen el seu estat d'immigració i, més tard, la COVID.
- Michael Boatman com a Julius Cain (temporades 2–6; recurrent 1), soci director de RB&L i antic soci de Diane a Lockhart/Gardner. Més tard serà jutge federal. Després de ser indultat d'una condemna il·lícita per suborn, torna al despatx com a advocat.
- Audra McDonald com a Liz Reddick (temporades 2-6), una antiga fiscal dels Estats Units i exdona del soci de nom Adrian Boseman, que arriba a l'empresa com a soci de nom després de la mort del seu pare.

- Michael Sheen com a Roland Blum (temporada 3), un nou advocat que treballa amb Maia en un judici per assassinat. El personatge pretén ser un protegit de Roy Cohn i està inspirat en Cohn i el seu acòlit, Roger Stone.
- Zach Grenier com a David Lee (temporades 4-5; convidat 1), l'antic cap de dret de família sardònic de l'anterior despatx de Diane, Lockhart Gardner. Ara és soci de STR Laurie, una firma internacional que ha comprat Reddick, Boseman & Lockhart.
- John Larroquette com a Gavin Firth (temporada 4), un dels principals socis de STR Laurie.
- Charmaine Bingwa com a Carmen Moyo (temporades 5-6), una nova associada a Reddick Lockhart.
- Mandy Patinkin com Hal Wackner (temporada 5), un laic sense formació legal que obre un tribunal a la part posterior d'una copisteria.
- John Slattery com el doctor Lyle Bettencourt (temporada 6), un metge que proporciona teràpia mèdica per ajudar a Diane a relaxar-se.
- Andre Braugher com a Ri'Chard Lane (temporada 6), un nou soci de nom instal·lat a l'empresa per STR Laurie.

### Personatges recurrents
- Zachary Booth com a Jerry Warshofsky (temporades 1-2), un finançador, juntament amb Tom Duncan, de RB&L, que utilitza algorismes informàtics per determinar quins casos ha de seguir l'empresa.
- Gary Cole com a Kurt McVeigh, el marit de Diane Lockhart.
- Corey Cott com a Tom C. Duncan (temporades 1-2), un finançador, juntament amb Jerry Warshofsky, de RB&L.
- William M. Finkelstein com Simon Kassovitz, un jutge jueu conservador.
- Paul Guilfoyle com a Henry Rindell (temporades 1-2), el pare de Maia, que és un assessor financer de gran èxit, fenomenalment ric i estimat universalment. Ell, la Lenore i la Maia són la primera família no oficial de Chicago.És arrestat per fer un pla gegant de Ponzi amb Diane com una de les seves víctimes.
- Adam Heller com a Wilbur Dincon (temporades 1-2 i 4), l'advocat dels Estats Units per al districte nord d'Illinois.
- Chalia La Tour com Yesha Mancini (temporada 1), una advocada que va representar a Maia en els seus problemes legals derivats de la detenció del seu pare.
- Jane Lynch com a Madeline Starkey (temporades 1-2 i 5), una implacable agent de l'FBI amb un estil personal peculiar que creu que Maia és còmplice de les trampes del seu pare.
- Andrea Martin com a Francesca Lovatelli (temporades 1-3), la mare de Colin Morello i una influència dominant en el seu intent per unir-se al Congrés.
- Tom McGowan com a Jax Rindell (temporada 1), l'oncle de la Maia.
- John Cameron Mitchell com a Felix Staples (temporades 1, 3-6), un portaveu de l'extrema dreta.
- Matthew Perry com a Mike Kresteva (temporada 1), un advocat que, després de perdre les eleccions a governador d'Illinois del 2012 davant Peter Florrick, ara treballa per al Departament de Justícia, encarregat d'una investigació que inclou Diane Lockhart i personal superior de RB&L.
- Bernadette Peters com a Lenore Rindell (temporades 1-2), la mare de la Maia que prové d'un entorn de classe treballadora dura i és una genia financera nativament brillant. Ella, Henry i Maia són la primera família no oficial de Chicago.

- Carrie Preston com Elsbeth Tascioni (temporades 1-2 i 6), una advocada peculiar però intel·ligent.
- Fisher Stevens com a Gabriel Kovac (temporada 1-2, 4), un advocat incompetent de poc temps.
- Tyrone Mitchell Henderson com a soci Barry Poe (temporada 2-6), soci de capital de RB&L i Reddick Lockhart, especialitzat en dret penal.
- Heléne Yorke com Amy Breslin (temporades 1-2), una advocada assistent i xicota de Maia.
- Alan Alda com a Solomon Waltzer (temporada 2-6), un reconegut advocat d'una firma nacional que utilitza tàctiques deshonestes per aconseguir els seus objectius.
- Wendell B. Franklin com el capità Ian Lawrence (temporada 2-3), el marit de Liz, un oficial del CPD. Comencen el procés de divorci a la tercera temporada.
- Taylor Louderman com a Tara Strokes (temporades 2-3), una estrella porno que afirma haver tingut una relació amb Donald Trump.
- Margo Martindale com a Ruth Eastman (temporades 2 i 5), consultora del Comitè Nacional Demòcrata.
- Tim Matheson com Tully (temporada 2), un manifestant d'esquerres que té una relació sexual amb Diane.
- Rob McClure com a Trig Mullaney (temporada 2), un jutge poc intel·ligent recentment nomenat per Trump amb molt poca comprensió de la llei.
- Mike Pniewski com a Frank Landau (temporada 2-6), un cap demòcrata a l'àrea de Chicago.
- Keesha Sharp com a Naomi Nivola (temporada 2-6), una presentadora de notícies que investiga les denúncies de #MeToo que té antecedents amb Adrian. Ella surt amb Jay a la tercera temporada.
- Lauren Patten com a Polly Dean (temporada 3), membre del grup de resistència anti-Trump de Diane.
- Tamberla Perry com a Charlotte Hazlewood (temporada 3-4, convidada 5), una jutge que exerceix d'adjudicadora del judici de divorci dels Lawrence i que entra en una relació amb Adrian.
- Kate Shindle com a Rachelle Max (temporada 3), membre del grup de resistència de Diane.
- Hugh Dancy com a Caleb Garlin (temporades 4 i 5), un advocat júnior de STR Laurie amb memòria fotogràfica, enviat a RB&L com a "ulls i orelles" de la firma multinacional.
- Chasten Harmon com Bianca Skye (temporada 4), una clienta adinerada de RB&L que fa amistat amb Lucca.
- Wayne Brady com a Del Cooper (temporada 5 i 6), un productor de televisió que dirigeix el programa del jutge Wackner.
- Wanda Sykes com Allegra Durado (temporada 5), una advocada contractada a RB&L per Liz i Diane.
- Tony Plana com Oscar Rivi (temporades 5 i 6), un cap de la droga i client de RB&L.
- Ben Shenkman com a Ben-Baruch (temporada 6), un criminal associat amb Charles Lester a qui representa Carmen Moyo.
- Phylicia Rashad com a Renetta Clark (temporada 6)
- Shahar Isaac com a Zev Beker (temporada 6)

## Temporades
| Temporada | Episodis | Inici           | Final            | Cadena         |
| --------- | -------- | --------------- | ---------------- | -------------- |
| 1         | 10       | 19 febrer 2017  | 16 abril 2017    | CBS All Access |
| 2         | 13       | 4 març 2018     | 27 maig 2018     | CBS All Access |
| 3         | 10       | 14 març 2019    | 16 maig 2019     | CBS All Access |
| 4         | 7        | 9 abril 2020    | 28 maig 2020     | CBS All Access |
| 5         | 10       | 24 juny 2021    | 26 agost 2021    | Paramount+     |
| 6         | 10       | 8 setembre 2022 | 10 novembre 2022 | Paramount+     |